# Ultra 1
Ultra 1 — модель рабочих станций Sun Microsystems, основанных на 64-битном микропроцессоре UltraSPARC. Это первая модель линейки Sun Ultra, ставшей преемником модельного ряда SPARCstation. Она была выпущена в 1995 и имела Solaris 2.5. Также она имеет возможность работать под управлением других операционных систем, таких как Linux и BSD.
Ultra 1 поставлялась в разных конфигурациях. Были доступны три частоты процессора — 143 МГц (модель 140), 167 МГц (модель 170) и 200 МГц (модель 200). Модель 200 была выпущена в августе 1996 и продавалась по цене $27,000.
Модели с суффиксом E (сервисный код A12, кодовое имя Electron) имели два вместо трёх слотов SBus, слот UPA для использования фреймбуфера Creator. Также модели E имели интерфейсы Wide SCSI и Fast Ethernet вместо интерфейсов Narrow SCSI и 10Base-T Ethernet на стандартной Ultra 1 (сервисный код A11, кодовое имя Neutron).
Ultra 1 использует память 200-pin 5V ECC 60ns SIMM.
Похожими машинами Sun были серверы Netra i 1, использующие то же шасси, и серверы UltraServer 1 / Ultra Enterprise 1.